# Eucherius von Lyon

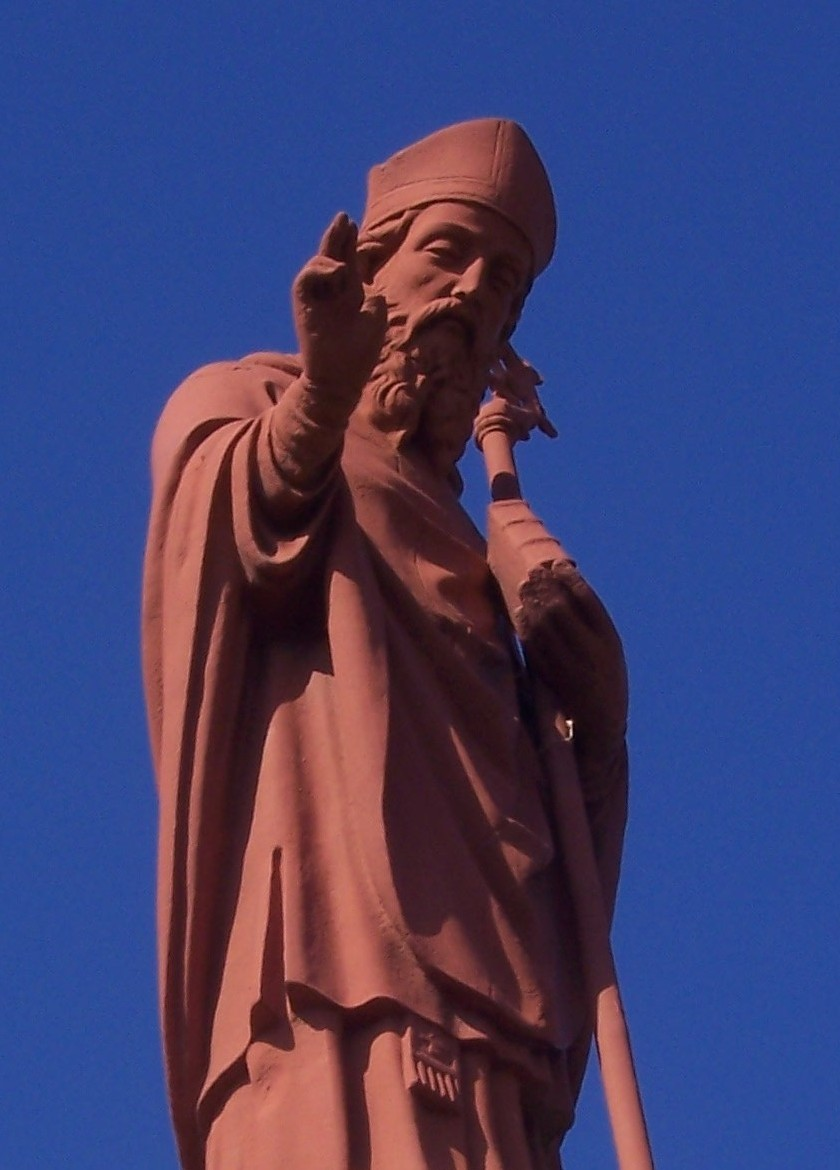
Statue in Beaumont-de-Pertuis

Eucherius von Lyon (* vor 410; † um 450) war Bischof von Lyon und Heiliger.

## Leben
Eucherius stammte aus einer der angesehenstenen Patrizierfamilien Galliens. Um 410 siedelte er nach einer öffentlichen Laufbahn mit seiner Frau Galla und seinen Söhnen Salonius und Veranus, den späteren Bischöfen von Genf und Vence, auf die Klosterinsel Lerinum, danach unter Zurücklassung der Söhne bei ihren Lehrern Vinzenz von Lérins und Salvian von Marseille auf die Nachbarinsel Lero (heute Sainte-Marguerite) über, wo ein streng asketisches Kloster unter der Leitung von Honoratus von Arles bestand. Er stand u. a. in brieflichem Kontakt mit Paulinus von Nola. Um 434 wurde Eucherius Bischof von Lyon. 441 nahm er an der Synode von Orange teil.
Es sind mehrere Mönchsschriften (De laude eremi, De contemptu mundi; verloren sind seine Auszüge aus den ihm von ihrem Autor gewidmeten Conlationes sanctorum patrum des Johannes Cassianus und ein Werk über die wahre Philosophie) von Eucherius von Lyon bekannt, außerdem hat er zwei exegetische Nachschlagewerke verfasst, die im Mittelalter sehr beliebt waren und im klösterlichen Unterricht Verwendung fanden. Es handelt sich um die Formulae spiritalis intelligentiae, allegorische Ausdeutungen von bildlichen Redensarten in der Bibel, und die Instructiones, Erklärungen biblischer Einleitungsfragen, schwieriger Bibelstellen, hebräischer und griechischer Eigennamen und Fremdwörter.
Sein bekanntestes Werk ist die Passio Agaunensium martyrum über das Martyrium der Thebaischen Legion und St. Mauritius, welches er um die Jahre 430/40 niederschrieb. Andere Bischöfe griffen diese ursprünglich auf das heutige Schweizer Wallis beschränkte Legende auf, und erweiterten sie um Bonn (St. Cassius und St. Florentius), Köln (St. Gereon) und Xanten (St. Viktor und St. Mallosus).
Eucherius wird als Heiliger verehrt. Sein Festtag ist der 16. November.